# 金鐘獎非流行音樂節目獎得獎列表
非流行音樂節目獎為廣播金鐘獎曾經頒發的獎項，2019年起更名為類型音樂節目獎。

## 非流行音樂節目獎
| 年度 | 得獎廣播作品                                          | 其他入圍作品 |
| ---- | ----------------------------------------------------- | --- |
| 2003 | 《九腔十八調》 中國廣播公司苗栗廣播電台               | 《音樂廳》／復興廣播電台台北台 《音樂週記》／漢聲廣播電台台北總台 《漢聲文化館》／漢聲廣播電台台北總台 《漫步音樂的左岸》／中國廣播公司高雄廣播電台                                              |
| 2004 | 《週六開心講》 漢聲台北台                             | 《音樂廳》／復興台北台 《DEBORAH的音樂小棧》／佳音電台 《台北歌劇院》／台北愛樂 《土地之歌》／漢聲花蓮台                                                                                         |
| 2005 | 《南方音樂城》 正聲廣播股份有限公司高雄廣播電臺       | 《星月城堡》／復興廣播電臺高雄臺 《原音重現》／正聲廣播股份有限公司台東廣播電臺 《高怪音樂廳》／竹科廣播股份有限公司 《雅音流轉-樂來香》／國防部政治作戰總隊漢聲廣播電臺高雄臺                   |
| 2006 | 《音樂不落地》 正聲廣播股份有限公司臺中廣播電臺       | 《生活掃描/國防部政治作戰總隊》／漢聲廣播電台 《台灣阿哥哥》／復興廣播電台 《星月城堡》／復興廣播電台高雄台 《童盟國--音樂寶盒》／國立教育廣播電臺花蓮分臺                                       |
| 2007 | 《傾聽音樂》 財團法人佳音廣播電台                     | 《山歡水笑好歌來》／財團法人中央廣播電臺 《月光下的旋律》／正聲廣播股份有限公司臺北調頻廣播電臺 《當音樂來敲門》／正聲廣播股份有限公司臺北調頻廣播電臺 《聽說原住民》／財團法人中央廣播電臺      |
| 2008 | 《傾聽音樂》 財團法人佳音廣播電台                     | 《陽光海岸》／復興廣播電臺 《當音樂來敲門》／正聲廣播股份有限公司臺北調頻廣播電臺 《微笑的旋律》／正聲廣播股份有限公司雲林廣播電臺 《輕鬆一下午》／內政部警政署警察廣播電臺高雄臺                |
| 2009 | 《IC小提琴名人堂》 竹科廣播股份有限公司               | 《台灣鹹酸甜》／國立教育廣播電臺 《在星空下吟唱》／正聲廣播股份有限公司臺東廣播電臺 《采風道情》／復興廣播電臺 《當音樂來敲門》／正聲廣播股份有限公司臺北調頻廣播電臺                            |
| 2010 | 《當音樂來敲門》 正聲廣播股份有限公司臺北調頻廣播電臺 | 《月光下的旋律》／正聲廣播股份有限公司臺北調頻廣播電臺 《音樂沙拉吧》／漢聲廣播電臺臺北總臺 《馬利音樂沙龍》／竹科廣播股份有限公司 《傾聽音樂》／財團法人佳音廣播電台                            |
| 2011 | 《馬利音樂沙龍》 竹科廣播股份有限公司                 | 《世界夢想音樂廳》／國立教育廣播電臺 《何方音樂部落格》／復興廣播電臺 《傾聽音樂》／財團法人佳音廣播電台 《當音樂來敲門》／正聲廣播股份有限公司臺北調頻廣播電臺                                  |
| 2012 | 《山與山的對話：好好聽客家》 環宇廣播事業股份有限公司 | 《Joy’s Fantasy》／財團法人台北勞工教育電台基金會 《世界音樂之旅》／苗栗正義廣播電台股份有限公司 《何方音樂部落格》／復興廣播電臺 《馬利音樂沙龍》／竹科廣播股份有限公司                         |
| 2013 | 《焦點音樂》 好家庭廣播股份有限公司                   | 《Joy’s Fantasy》／財團法人台北勞工教育電台基金會 《迴轉音樂》／正聲廣播股份有限公司臺北調頻廣播電臺 《當音樂來敲門》／正聲廣播股份有限公司臺北調頻廣播電臺 《歌謠戀春風》／財團法人中央廣播電臺 |
| 2014 | 《歌謠戀春風》 財團法人中央廣播電臺                   | 《六絃之音》／財團法人台北勞工教育電台基金會 《古典音樂館》／高雄廣播電臺 《北原山貓聊天來~依呀呼》／財團法人中央廣播電臺 《蒙德里安調色盤》／好家庭廣播股份有限公司                             |
| 2015 | 《音樂二三事》 國立教育廣播電臺                       | 《阿卡佩拉》／財團法人台北勞工教育電台基金會 《音樂沙拉吧》／漢聲廣播電臺臺北總臺 《蒙德里安調色盤》／好家庭廣播股份有限公司 《爵士放音樂》／臺北廣播電臺                                        |
| 2016 | 《音樂伸展台-音樂花茶》 高雄廣播電臺                  | 《音樂地圖》／臺北廣播電臺 《焦點音樂》／好家庭廣播股份有限公司 《新客家空中音樂會》／新客家廣播事業股份有限公司 《蒙德里安調色盤》／好家庭廣播股份有限公司                                      |
| 2017 | 《蒙德里安調色盤》 好家庭廣播股份有限公司             | 《何方音樂部落格》／復興廣播電台 《馬利音樂沙龍》／竹科廣播股份有限公司 《笛思林夢想之樹》／竹科廣播股份有限公司 《傾聽音樂》／財團法人佳音廣播電台                                              |
| 2018 | 《戀戀曾文溪》 曾文溪廣播電台股份有限公司             | 《Jazz Supreme 爵士·無所不在》／財團法人台北勞工教育電台基金會 《原聲探索》／財團法人原住民族文化事業基金會 《傾聽音樂》／財團法人佳音廣播電台 《電音新浪潮》／國立教育廣播電臺                  |

## 外部連結
- 文化部影視及流行音樂產業局 （页面存档备份，存于）
- 第53屆廣播電視金鐘獎官方網站 （页面存档备份，存于）